# Förlagssystem AB
JAL Förlagssystem AB är ett svenskt distributions- och grossistföretag i bokbranschen. Företagsformen är aktiebolag med privat, ej börsnoterat, ägandeförhållande. Moderbolaget är J.A. Lindblads Bokförlagsaktiebolag, grundat 1913 av Johan August Lindblad som hade gett ut böcker sedan 1893.

## Verksamhet
Som distributionsföretag tillhandahåller Förlagssystem logistiktjänster åt 400 bokförlag, bokklubbar och internetbokhandlar.
Företaget har ca 200 anställda och omsätter 300 miljoner kr per år. Förlagssystem är också återförsäljare av böcker med 50 000 svenska och 7000 engelska titlar i lager från 450 olika förlag. Företaget har sitt centrallager i Falun.

## Historia
Förlagssystem AB bildades 1989 med nio anställda. Verksamheten bestod av lagerhållning och distribution av böcker åt bokförlag och bokklubbar. Lagret förlades till Falun och huvudkontoret till Stockholm. Förlagssystem Finland Ab bildades 2002 som ett finskt dotterbolag till Förlagssystem. En databas för all svensk bokutgivning kallad Bokinfo (tidigare Bokrondellen) skapades 2004 tillsammans med Bonnierförlagen och Norstedts Förlag. Därefter har Natur & Kultur tillkommit som ägare.
Konkurrenten Seelig AB köptes från BTJ 2006 vilket gav Förlagssystem en starkare ställning som bokdistributör och grossist i Sverige. Året därpå minskade Förlagsystems försäljning dock med 25% vilket ledde till varsling av personal. 2007 köpte också Natur & Kultur 40% av aktierna i Förlagssystem varefter Förlagssystem övertog distributionsrörelsen Förlagsdistribution i Kallhäll från Natur & Kultur. Hösten 2016 hade Dala-Demokraten en artikelserie om arbetsmiljöproblem vid företaget.